# Klippen und Felsenmeer bei Hardehausen
Koordinaten: 51° 33′ 31″ N, 8° 59′ 1″ O

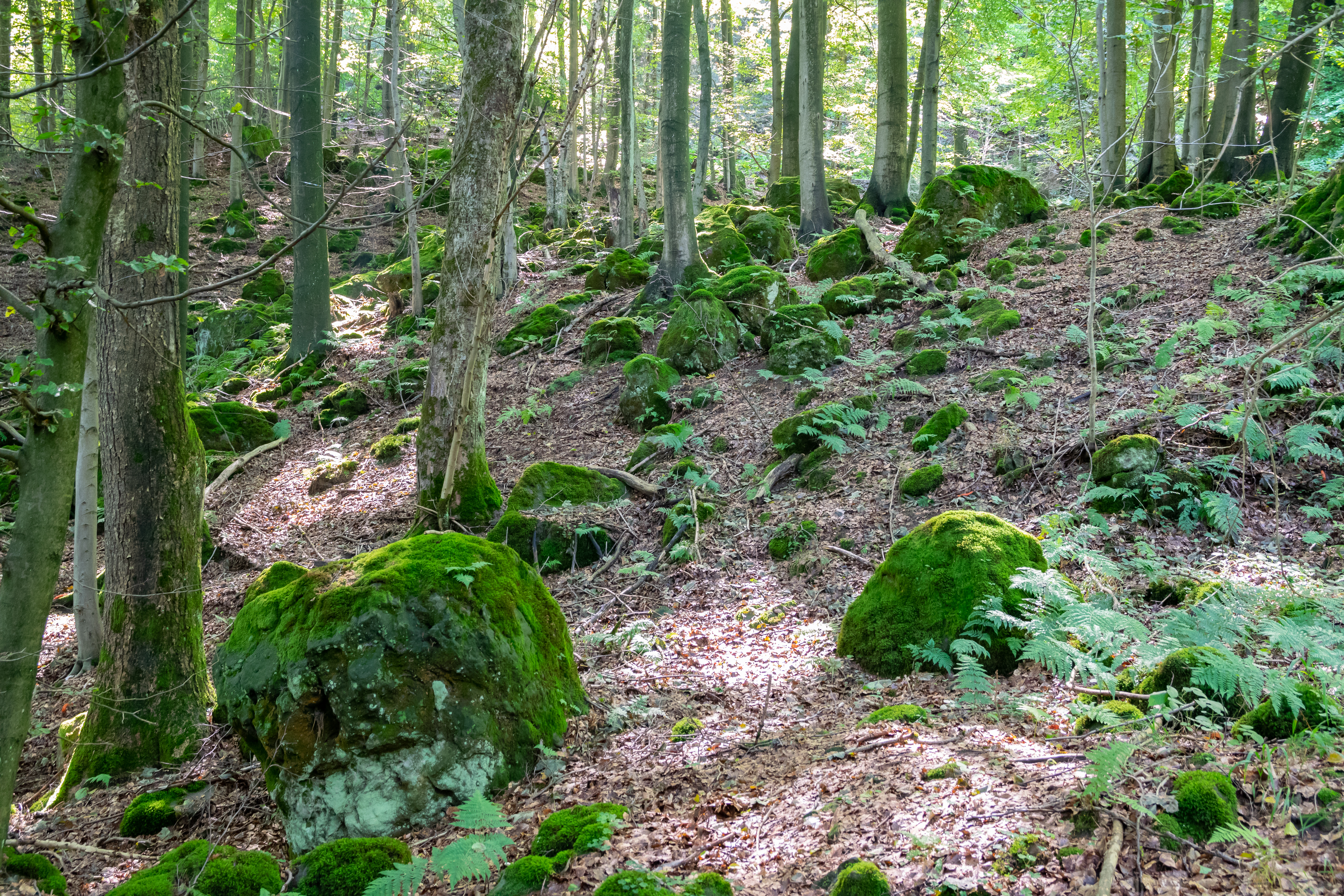
Naturschutzgebiet Klippen und Felsenmeer bei Hardehausen (August 2017)

Das Naturschutzgebiet (NSG) Klippen und Felsenmeer bei Hardehausen  ist ein Naturschutzgebiet im Kreis Höxter in Nordrhein-Westfalen. Das 225,4726 ha große NSG mit der Schlüssel-Nummer HX-060 wurde im Jahr 2002 ausgewiesen. Es erstreckt sich auf dem Gebiet der Stadt Warburg nordwestlich der Kernstadt und nördlich von Hardehausen. Südwestlich des Gebietes verläuft die A 44, unweit östlich die B 68.